# Richardson River
Richardson River är ett vattendrag i Australien. Det ligger i delstaten Victoria, omkring 230 kilometer nordväst om delstatshuvudstaden Melbourne.
Trakten runt Richardson River består till största delen av jordbruksmark. Runt Richardson River är det mycket glesbefolkat, med 2 invånare per kvadratkilometer. Genomsnittlig årsnederbörd är 528 millimeter. Den regnigaste månaden är juli, med i genomsnitt 80 mm nederbörd, och den torraste är januari, med 13 mm nederbörd.